# 南坑镇 (南靖县)
南坑镇，是中华人民共和国福建省漳州市南靖县下辖的一个乡镇级行政单位。

## 行政区划
南坑镇下辖以下地区：
南丰社区、南坑村、村中村、南高村、南塘村、村雅村、新罗村、北坑村、大岭村、高港村、葛竹村和金竹村。